# Вальднойкірхен
Вальднойкірхен (нім. Waldneukirchen) — комуна (нім. Gemeinde) в Австрії, у Федеральній землі Верхня Австрія. 
Входить до складу округу Штайр.  Населення становить 2223 чоловіки (станом на 31 грудня 2005 року). Займає площу 26 км². 

## Політична ситуація
Бургомістр комуни — Манфред Фройденталер (АНП) за результатами виборів 2003 року.
Рада представників комуни (нім. Gemeinderat) складається з 25 місць.
- АНП займає 14 місць.
- СДПА займає 6 місць.
- інші: 3 місця.
- АПС займає 2 місця.